# Landry Kore
Landry Kore (født 30. juni 1989) er en dansk professionel bokser i mellemvægt. Han er oprindeligt fra Elfenbenskysten og kom til Danmark i 2001, hvor han blev dansk statsborger. 
Som amatør har Landry Kore bl.a trænet under den tidligere Europa-, IBO- og WBO-titelholder Jimmi Bredahl, hvor han blev Sjællandsmester og Danmarksmester. 
Den 12. april 2014 mødte han og besejrede den kroatiske bokser Nikola Matic i sin debutkamp som professionel bokser under Team Sauerland.

## Professionelle kampe
| Nr. | Resultat   | Rekordliste | Modstander        | Type | Rd.,Tid   | Dato               | Sted                                             | Note                                           |
| --- | ---------- | ----------- | ----------------- | ---- | --------- | ------------------ | ------------------------------------------------ | ---------------------------------------------- |
| 9   | Sejr       | 8-0         | Armen Ypremyan    | KO   | 5 (10)    | 12. maj 2018       | Versluys Dôme,Oostende, Belgien                  | Vandt ledig IBO Mediterranean mellemvægt titel |
| 8   | Sejr       | 3-11        | Travis Davidson   | KO   | 1(6),1:18 | 18. november 2017  | CenterStage@NoDa, Charlotte, North Carolina, USA |                                                |
| 7   | No contest | 18-22       | Bartlomiej Grafka | NC   | 5(6)      | 3. september 2016  | Arena Midt, Kjellerup                            |                                                |
| 6   | Sejr       | 10-12       | Andreas Reimer    | UD   | 6         | 19. marts 2016     | MusikTeatret, Albertslund                        |                                                |
| 5   | Sejr       | 7-20        | Valentin Stoychev | KO   | 1(4),1:36 | 12. december 2015  | Brøndby Hallen, Brøndby                          |                                                |
| 4   | Sejr       | 16-41       | Norbert Szekeres  | UD   | 6         | 20. juni 2015      | Ballerup Super Arena, Ballerup                   |                                                |
| 3   | Sejr       | 4-14        | Artem Karasev     | UD   | 6         | 29. november 2014  | Falconer Centeret, Frederiksberg                 |                                                |
| 2   | Sejr       | 2-12        | Michal Vosyka     | TKO  | 3(4),0:11 | 13. september 2014 | TAP1, København                                  |                                                |
| 1   | Sejr       | 9-21        | Nikola Matic      | UD   | 4         | 12. april 2014     | Blue Water Dokken, Esbjerg                       | Professionel debut                             |